# Charmaine Crooks
Charmaine A. Crooks-Thorsen, kanadska atletinja, * 8. avgust 1962, Mandeville, Jamajka.
Nastopila je na olimpijskih igrah v letih 1984, 1988, 1992 in 1996, leta 1984 je osvojila srebrno medaljo v štafeti 4×400 m in sedmo mesto v teku na 400 m, leta 1992 je bila v štafeti 4x400 m četrta. Na svetovnih dvoranskih prvenstvih je osvojila bronasto medaljo v teku na 400 m leta 1985, na panameriških igrah zlato medaljo v teku na 400 m in dve srebrni v štafeti 4x400 m, na igrah Skupnosti narodov pa dve zlati in bronasto medaljo v štafeti 4x400 m ter srebrno medaljo v teku na 800 m.